# 松旭斎小天華
松旭斎 小天華（しょうきょくさい こてんか、1945年11月22日 - 2022年1月25日）は、奇術師。本名∶山崎 和江。出囃子は『拳の三味線』。

## 来歴
東京都世田谷区出身。夫は江戸売り声漫談家の宮田章司。
父は奇術師の松旭斎天勝一座の後見をしていた松旭斎天遊。母も天勝の弟子で、子供の頃より父の指導を受け、6歳で初舞台を踏んだ。母の引退に伴い父とコンビを組むようになり、メディアや寄席にも出演。その後、1972年に父から独立。
1981年12月、当時の皇太子殿下（現：明仁上皇）・皇太子妃（現：美智子上皇后）殿下の御前でマジックを披露した。
1987年、ヨーロッパ公演以降、海外でも公演を行った。1989年に落語芸術協会に入会。
晩年は病気がちとなり高座から遠ざかることも多く、生前最後の定席出演は、2021年1月10日での池袋演芸場の高座となった。
2021年6月に夫の宮田章司と死別。その約半年後の2022年1月25日1時3分、多臓器不全のため、東京都内の病院で死去。76歳没。関係者によれば亡くなる数日前に転倒して病院に搬送されたが、その後に容態が急変したとのことである。